# Desmoscolex brevisetosus
Desmoscolex brevisetosus is een rondwormensoort uit de familie van de Desmoscolecidae.